# 김수흥
김수흥(金壽興, 1626년-1690년)은 조선 후기의 문신으로 의정부우의정, 영의정을 지냈다. 자(字)는 기지(起之), 호는 퇴우당(退憂堂)·동곽산인(東郭散人), 시호 문익(文翼)이며 본관은 본관은 안동(安東). 우의정 김상헌(金尙憲)의 손자이고, 동지중추부사 증 영의정 김광찬의 아들이며, 영의정 김수항(金壽恒)의 형으로 좌승지(左承旨)를 지내고 영의정(領議政)에 추증(追贈)되신 백부(伯父) 김광혁(金光爀)의 계자(系子)로 들어갔다.

## 생애
仁祖(인조) 26년(1648) 戊子(무자) 23살에 式年(식년) 사마시(司馬試)에 1等(등) 5位(위)로 급게한 후, 효종 6년(1655) 을미 춘당대(春塘臺)에서 치른 문과(文科)에 丙科(병과) 2位(위)로 급제하였다. 이듬해 1656년 문과 중시(文科重試)에도 병과(丙科) 3位(위)로 급제(及第)하여 세 번에 걸친 과거시험에서 그 실력을 인정받았다.
孝宗(효종) 7년(1656) 丙申(병신) 5월 28 겸설서(兼說書), 같은 해 10월 6일 설서(說書), 孝宗(효종) 8년(1657)丁酉(정유) 10월 4일 부수찬(副修撰), 孝宗(효종) 9년(1658) 戊戌(무술) 1월 9일 수찬(修撰), 같은 해 4월 11일 헌납(獻納)으로 충청도 어사(御使)로, 같은 해 5월 13일 어사 책무를 마치고 귀임하였다
같은 해 6월 5일 교리(校理), 같은 해 12월 21일 이조좌랑(吏曹左郞), 顯宗(현종) 즉위년(1659) 己亥(기해) 12월 2일 이조정랑(吏曹正郞), 顯宗(현종) 1년(1660) 庚子(경자) 5월 21일 겸문추(兼春秋)로, 顯宗(현종) 2년(1661) 辛丑(신축) 5월 6일 응교(應敎), 같은해 6월 9일 광주 부윤(廣州府尹), 顯宗(현종) 4년(1663) 癸卯(계묘) 4월18일 대사간(大司諫), 같은 해 9월 18일 동부승지(同副承旨)를 역임하였다.
顯宗(현종) 5년(1664) 甲辰(갑진) 2월 28일 대사간(大司諫), 같은 해 7월 8일 병조참지(兵曹參知), 같은 해 7월23일 승지(承旨), 같은 해 12월 21일 경기감찰사(京畿監察使)를 지냈다.
顯宗(현종) 7년 丙午(병오) 1월24일 도승지(都承旨), 7월 23일 대사성(大司成), 같은 해 8월11일 호조판서(戶曹判書), 顯宗(현종) 9년(1668) 戊申(무신) 2월 23일 좌참찬(左參贊), 顯宗(현종) 11년(1670) 庚戌(경술) 5월 17일 우참찬(右參贊), 같은 날 한성판윤(漢城判尹)으로 壽恒(수항)은 좌참찬(左參贊)에 각각 보임하였다.
顯宗(현종) 11년(1670) 辛亥(신해) 6월 2일총융사(摠戎使). 같은 해 8월 23일 강화유수(江華留守), 같은해 6월 13일 호조판서(戶曹判書), 같은 해 8월 17일 승문원제조(承文院提調)를 겸직하고, 같은 해 11월 4일 총융사(摠戎使)를 역임하였다.
顯宗(현종) 13년(1672) 壬子(임자) 2월 24일 지경연(知經筵)을 겸직, 顯宗(현종) 14년(1673) 癸丑(계축) 2월 9일 판의금부사(判義禁府事), 같은 해 4월 24일 우의정(右議政)에 제수 되었다.
顯宗(현종) 15년(1674) 甲寅(갑인) 4월26일 영의정(領議政)에 올랐으나 자의대비(慈懿大妃) 복제문제(服制問題)로 남인에게 몰려 부처(付處) 될 번 하였고, 같은 해 7월 효종의 정비 인선왕후 장씨가 승하(昇遐)하자 남인(南人)과 제2차 예송(禮訟)논쟁에 참여해『대공설(大功說)=9개월 복상(服喪)』을 주장하였고, 남인은『기년설(朞年說=1년복상(服喪)』을 주장하였으며, 벼슬에서 파직되어, 그해 8월 顯宗(현종)이 죽자 춘천에 유배 되었다가 이듬해 풀려나 양주(楊州)로 돌아가 살다가, 1680년(숙종 6) 경신대출척(庚申大黜陟)으로 서인(西 人)이 다시 집권하자 영중추부사(領中樞府事)가 되고 1680년(숙종 6년) 보사원종공신 1등(保社原從功臣一等)에 책록되었다. 肅宗(숙종) 14년(1688) 戊辰(무진) 12월 7일 다시 영의정(領議政)이 되었다.
1689년 숙종이 희빈 장씨(昭儀張氏)가 낳은 왕자 이균(李昀)을 처총애하여 왕세자에 책봉하려 하자 송나라 철종의 고사를 들며 반대한 송시열과 함께 왕자 균의 세자책봉은 시기상조라고 반대하였다. 이에 기사환국으로 다시 남인(南人)이 집권하자 그는 장기현에 유배, 그 다음해(1690년) 유배지에서 죽었다.
김수흥은 우암(尤庵) 송시열(宋時烈)을 마음의 스승으로 존경하였고 그의 뜻에 잘 따랐고,『주자대전(朱子大全)』․『어류(語類)』등을 탐독하고, 역대의 왕에게 시폐소(時弊疏)를 올려 백성의 편에서 정치를 하고 정치의 혁신(革新)을 여러 번 건의하여 민생(民生)에 도움을 주어 복지향상에 힘쓰고자 하였으나 반당(反黨)의 노골적인 반대로 한번도 그 뜻을 이루지 못하고 정쟁(政爭)의 소용돌이에서 희생 되고 말았다.
配位(배위)는 정경부인 남원윤씨로 서기 1626년 丙寅(병인) 仁祖(인조) 4년에 태어나, 서기 1706년 丙戌(병술) 肅宗(숙종) 33년 9월 6일에 卒(졸)하니 天壽(천수) 81세였다. 아버지는 목사 衡覺(형각)이고, 祖(조)는 승지 皓(호)이며, 증조는 참판 民新(민신)이니, 외조는 서윤 尹火+翕(윤흡)으로 본은 파평이다.
膝下(슬하)에1男(남) 5女(녀)를 두니, 1남은 안악군수 昌設(창설)이고, 1녀는 현감 洪澤普(홍택보)로 남양인이며, 2녀는 서윤 宋光涑(송광속)으로 여산이이니, 3녀는 逸贊善(일찬선) 李喜朝(이희조)로 연안인이요, 4녀는 병조판서 李晩成(이만성)으로 우봉인이며. 5녀는 목사 李聖佐(이성좌)로 경주인이다.
묘소는 경기도 남양주시 와부읍 이패동 長端公(장단공:친할아버지 장단부사 김상관) 兆左(조좌) 第三麓(제삼록) 壬坐(임좌) 合窆(합폄)이다, 묘지는 조카 사헌부집의 김창흡이 撰(찬)하고, 表石(표석) 陰記(음기)는 조카 예조판서 김창협이 撰(찬)하였으며, 海昌尉(해창위) 吳參周(오삼주)가 썼다.

## 저작
- 《퇴우당집(退憂堂集)》 5권

## 가족 관계
- 고조부: 김생해(金生海) - 신천군수 증좌찬성
  - 증조부 : 김대효(金大孝) - 삼가현감 증 의정부영의정
    - 할아버지 : 김상헌(金尙憲) - 의정부우의정 청음
      - 아버지 : 김광찬(金光燦) - 동지중추부사 증 의정부영의정
        - 형님 : 김수증(金壽增) - 공조참판
          - 조카 : 김창국(金昌國) - 부사
            - 종손 : 김치겸(金致謙) - 생부 : 김창흡

          - 조카 : 김창숙(金昌肅)
            - 종손 : 김호겸(金好謙) - 생부 : 김창집

          - 조카 : 김창직(金昌直) - 지평

        - 동생 : 김수항(金壽恒) - 의정부영의정 문곡
          - 조카 : 김창집(金昌集) - 의정부영의정 몽와
            - 종손 : 김제겸(金濟謙) - 우부승지 증 의정부좌찬성

          - 조카 : 김창협(金昌協) - 성균관대사성 예조판서
            - 종손 : 김숭겸(金崇謙) - 증 사복시첨정
            - 종손 : 김양겸(金亮謙) - 증 이조판서

        - 부인 : 윤형각의 딸
          - 장남 : 김창렬(金昌烈) - 조졸
          - 차남 : 김창열(金昌說) - 군수
          - 자부 : 오두인의 딸
            - 손자 : 김원겸(金元謙)
            - 손자 : 김형겸(金亨謙) - 조졸
            - 손자 : 김이겸(金利謙)
            - 손자 : 김정겸(金貞謙)
            - 손녀 : 이매신에게 출가
            - 손녀 : 권원에게 출가
            - 손녀 : 신세동에게 출가

          - 장녀 : 홍택보에게 출가
            - 외손자 : 홍득수
            - 외손자 : 홍득복
            - 외손녀 : 조명빈에게 출가
            - 외손녀 : 서명륜에게 출가
            - 외손녀 : 윤홍에게 출가

          - 차녀 : 송광속에게 출가
            - 외손자 : 송징남
            - 외손자 : 송징리
            - 외손자 : 송징계
            - 외손녀 : 박필우에게 출가
            - 외손녀 : 이우하에게 출가
            - 외손녀 : 이도선에게 출가

          - 삼녀 : 이희조에게 출가
            - 외손자 : 이양신
            - 외손녀 : 김진악에게 출가
            - 외손녀 : 김동현에게 출가

          - 사녀 : 이만성에게 출가
            - 외손자 : 이구
            - 외손녀 : 김성택에게 출가

          - 오녀 : 이성좌에게 출가
            - 외손녀 : 서명원에게 출가
            - 외손녀 : 안석헌에게 출가
            - 외손녀 : 구경훈에게 출가
            - 외손녀 : 심박에게 출가

## 같이 보기
- 경신대출척
- 기사환국
- 예송논쟁
- 송시열
- 김수항